# Antiesenradweg
Der Antiesenradweg (R23) beginnt am Inn-Radweg in der Nähe von Reichersberg und ist 40 km lang. Er führt an Antiesenhofen vorbei am rechten Ufer der Antiesen entlang. Geht dann durch Aurolzmünster direkt nach Ried im Innkreis. Dort führt die Route weiter nach Haag am Hausruck bis  Geboltskirchen zum Trattnachtalradweg (R17).       

## Beschaffenheit
Der Antiesenradweg führt mitten durch das leicht hügelige Innviertel und verläuft teils auf asphaltierten Nebenstraßen und befestigten Radwegen. Da Höhenunterschiede kaum wahrnehmbar sind, gilt der Antiesenradweg als sehr familienfreundlich.

## Strecke und Sehenswürdigkeiten
Die Route führt von Minaberg in der Nähe vom  Stift Reichersberg ausgehend,  über Münsteuer. Von dort rollt man direkt ins Tal der Antiesen hinein nach Ort im Innkreis. An der Bründlkapelle in Ort entspringt eine Heilquelle. Unter der Innkreisautobahn geht die Strecke weiter nach St. Martin zum Schloss und weiter bis Utzenaich. Von dort geht die Route an mehreren Marterln und Kapellen vorbei zum Wasserschloss Aurolzmünster. Entlang am Rieder Wald führt der Radwanderweg direkt hinein in die historische Altstadt von Ried im Innkreis. 
Von dort geht es weiter nach Haag am Hausruck. Dort besteht die Möglichkeit auf der Luisenhöhe die Sommerrodelbahn oder den Waldhochseilpark auszuprobieren. Fährt man weiter, kommt man über Bergham nach Geboltskirchen. In Geboltskirchen befindet sich der historische Bahnhof Scheiben mit seiner Draisinenbahn, wo bis 1964 noch Kohle abgebaut wurde. Mit einer handbetriebenen Draisine (Schienenfahrrad) kann eine Fahrt durch den Bergstollen gemacht werden.

## Fotos

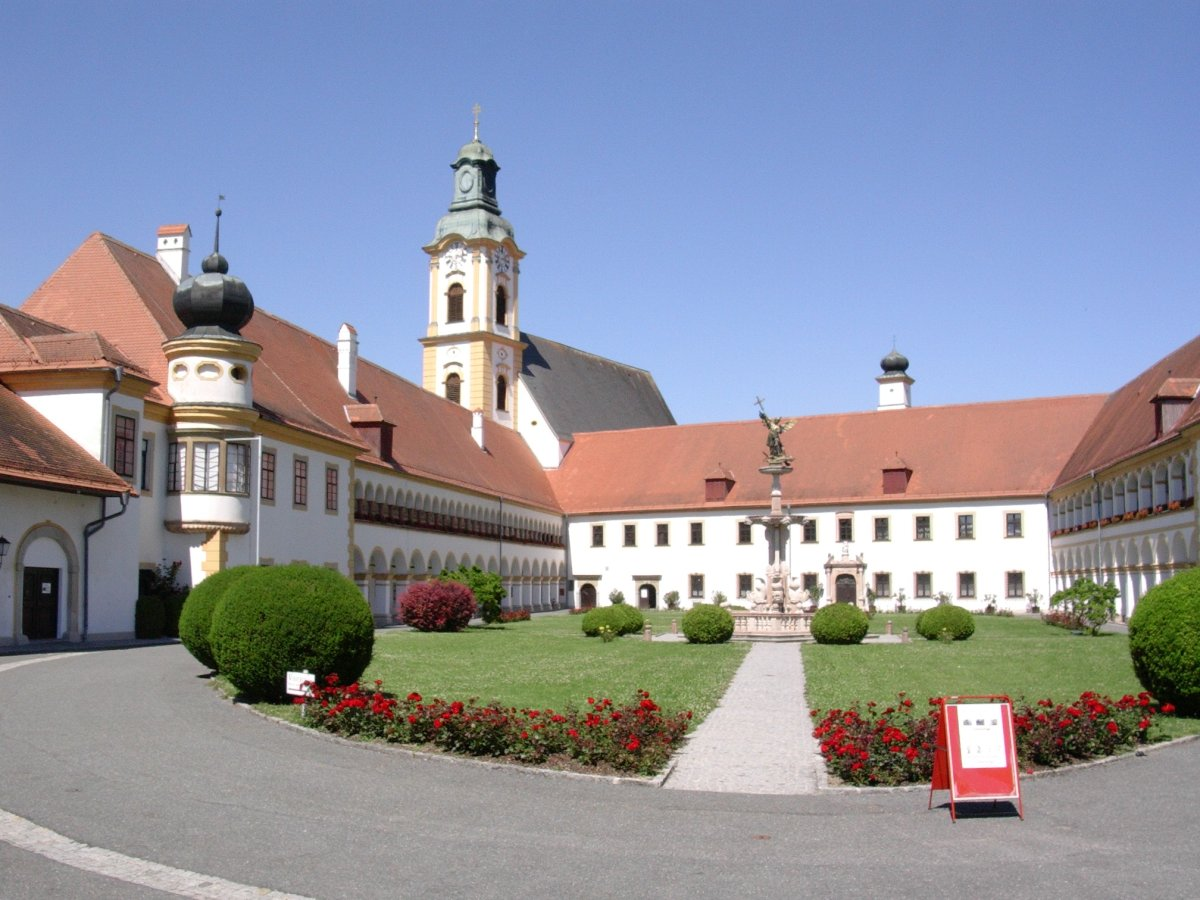
Stift Reichersberg
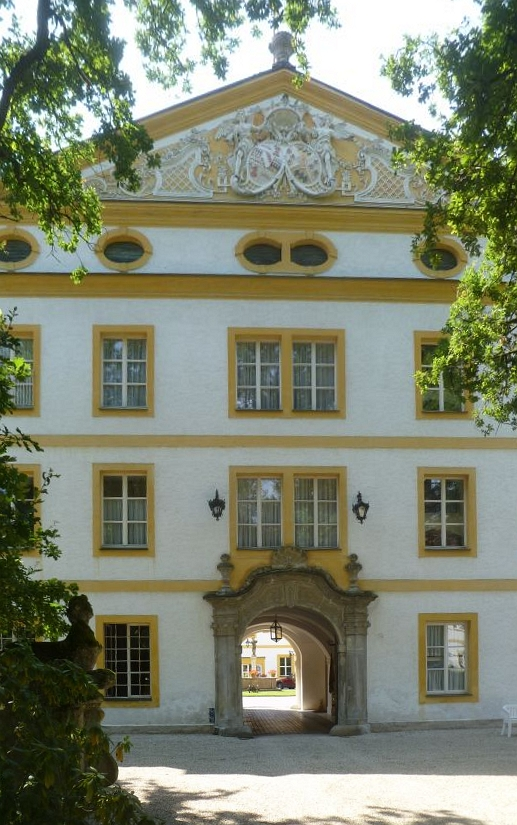
Schloss St. Martin
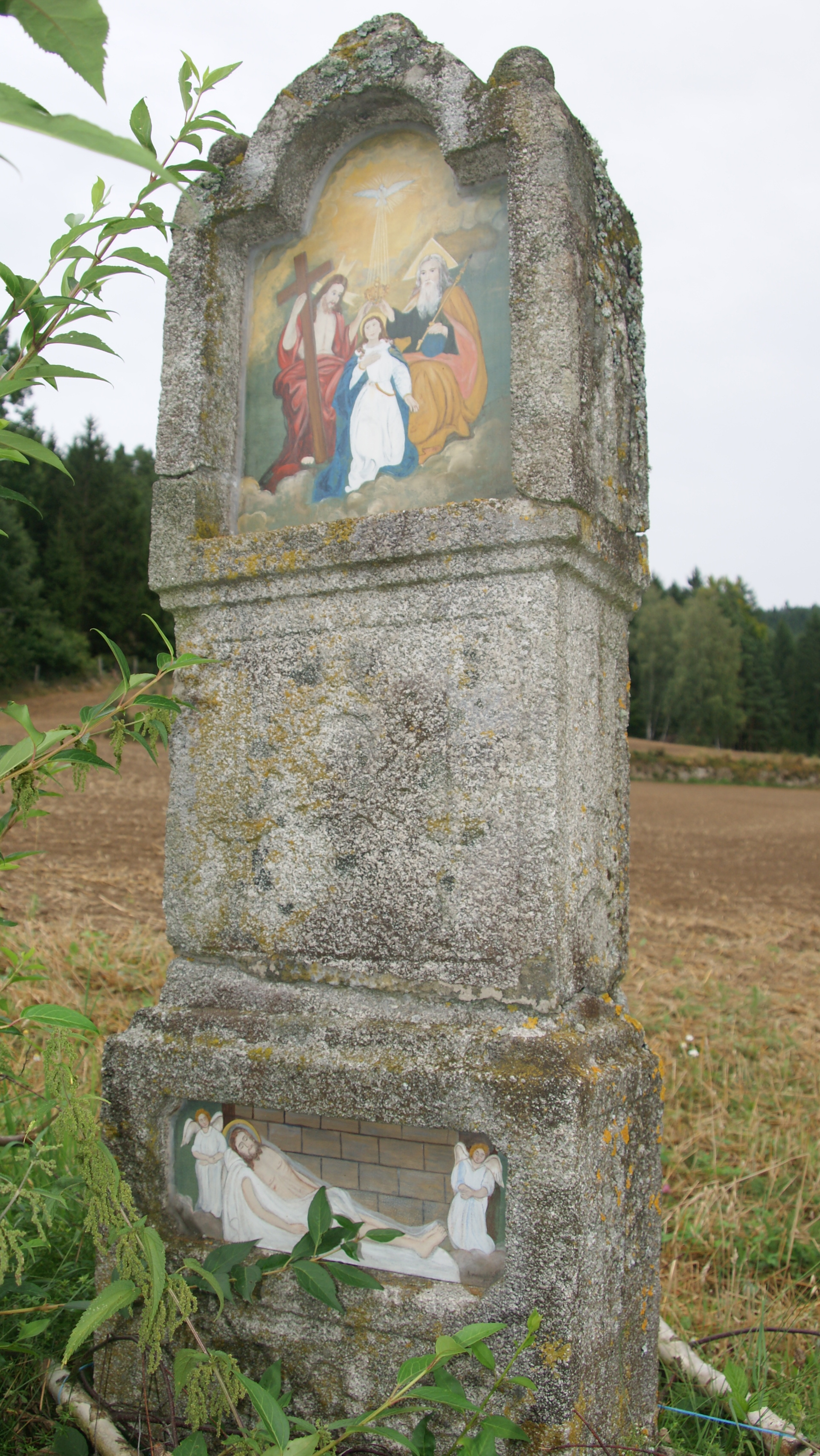
Marterl
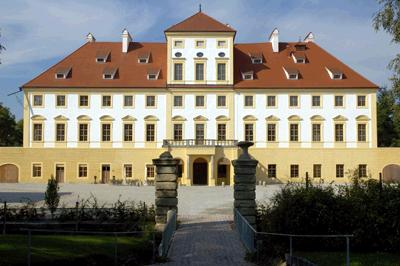
Schloss Aurolzmünster
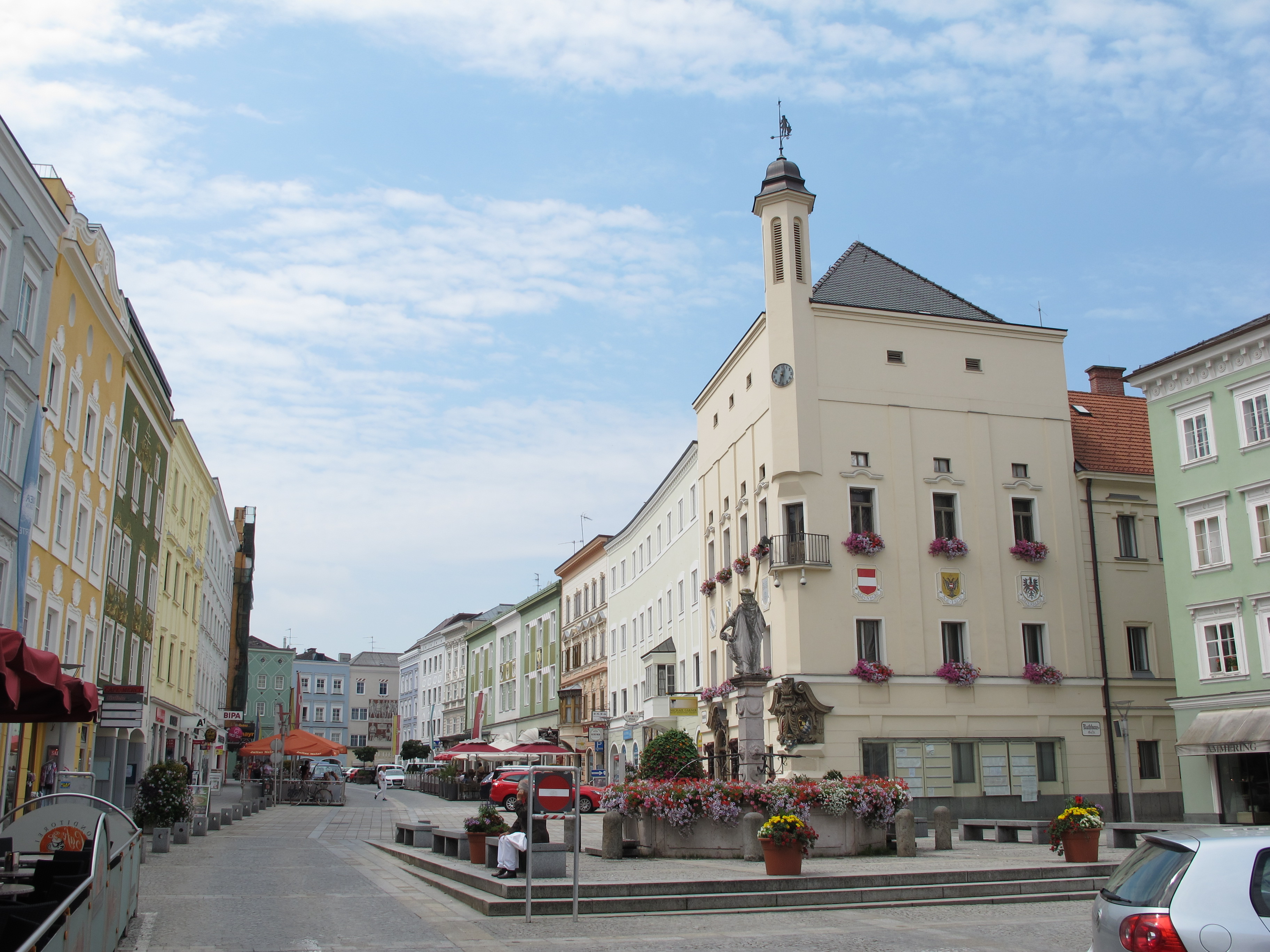
Ried im Innkreis
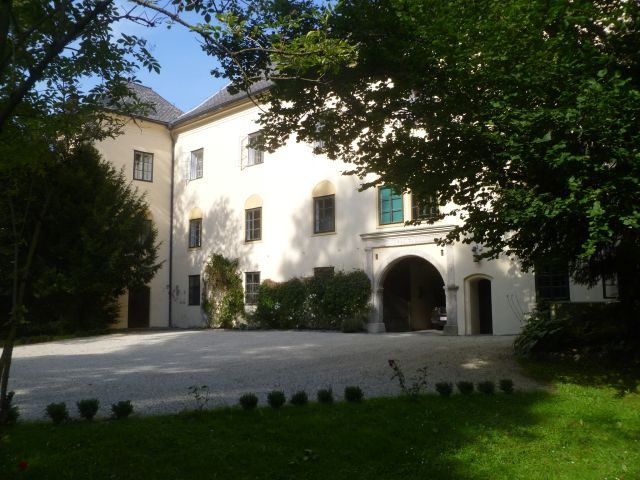
Schloss Starhemberg in Haag a. H.